# Władysław Rebczyński
Władysław Rebczyński (ur. 1836 w Sorokotiażyńcach, powiat bracławski, zm. 29 sierpnia 1911 we Lwowie) – polski muzealnik, wieloletni dyrektor Muzeum Przemysłowego we Lwowie, uczestnik powstania styczniowego.
Był synem właściciela ziemskiego. W 1863 aktywnie włączył się w przygotowania powstańcze w powiecie bracławskim, pełnił m.in. funkcję naczelnika Niemirowa. Po upadku powstania styczniowego w obawie przed represjami wyjechał do Francji, gdzie studiował górnictwo. Na emigracji przebywał kilkanaście lat. Po powrocie podjął pracę w Muzeum Przemysłowym we Lwowie (1878); był tam sekretarzem, zastępcą kustosza, kustoszem, wreszcie w 1904 – roku jubileuszu 30-lecia Muzeum i wraz z przeniesieniem się do nowego gmachu – został dyrektorem. Przyczynił się do rozwoju tej placówki, m.in. poszerzył zbiory i zainicjował wydawanie katalogów biblioteki (1890, 1894, był autorem przedmów). Ogłosił kilka prac, m.in. Rys historyczny fabrykacji gobelinów we Francji i o gobelinach w Polsce (1886). Był korespondentem Komisji do Badania Historii Sztuki w Polsce Akademii Umiejętności w Krakowie.
Zmarł we Lwowie i został pochowany na cmentarzu Łyczakowskim. Miał synów Aleksandra (prawnika, zastępcę prokuratora w Stanisławowie) i Romualda (artystę opery).

## Źródła
- Rita Majkowska, Władysław Rebczyński, w: Polski Słownik Biograficzny, tom XXX, 1987